# Фрідріх Ніколаус Брунс
Фрідріх Ніколаус Брунс або Браунс (нім. Friedrich Nicolaus Bruhns (Brauns); 11 лютого 1637, Шлезвіг — 13 березня 1718, Гамбург) — німецький музикант і композитор епохи бароко, керівник Гамбурзької музичної ради, кантор. Дядько органіста і композитора Ніколауса Брунса.

## Життєпис
Народився 11 лютого 1637 року у Шлезвігу. Фрідріх Ніколаус походив з родини музикантів, його батько Пауль був лютнистом в Готторпі, а пізніше переїхав до Любеку, один дід був органістом у Швабштедті, а інший – скрипалем. В майбутньому музикантами стали і два його брата. 
Свою кар’єру він вирішив будувати у Гамбурзі. 1665 року він став членом місцевого товариства музикантів, а пізніше дістав посади лютниста, віоліста та корнетиста. У 1682 році він змінив Ніколауса Адама Штрунгка, сина органіста Дельфіна Штрунгка, на посаді керівника Гамбурзької музичної ради, що відповідала за організацію концертів. Пізніше також став кантором собору Святої Марії. Його на практиці змінив Йоганн Маттезон у 1715 році, але формально він обіймав посади аж до своєї смерті в Гамбурзі в 1718 році. 
Брунс певною мірою вплинув на Генделя та його творчість. 

## Творчість
Фрідріх Ніколаус писав духовну музику. Точно відомо про існування 11 сольних кантат та двох інших робіт – Страсті за Йоаном (1702) і Страсті за Марком (1705), які тривалий час приписувалися іншим композиторам. Бах кілька разів виконував Страсті за Марком у Веймарі та Лейпцигу. Збереглося кілька версій цієї роботи, але саме копія Баха найточніше відтворює оригінал. 